# خرم (هرند)
خرم (هرند)، روستایی از توابع بخش مرکزی شهرستان هرند در استان اصفهان ایران است.این روستا در حاشیه جاده اصفهان ورزنه واقع شده است.

## جمعیت
این روستا در دهستان امامزاده عبدالعزیز قرار دارد و براساس سرشماری مرکز آمار ایران در سال ۱۳۸۵، جمعیت آن ۲۶۴ نفر (۷۷خانوار) بوده‌است.